# ميخائيل ريفيس
ميخائيل ريفيس (بالإنجليزية: Michael Reeves)‏ هو كاتب سيناريو ومخرج بريطاني، ولد في 17 أكتوبر 1943، وتوفي في 11 فبراير 1969 في لندن في المملكة المتحدة.

## وصلات خارجية
- ميخائيل ريفيس على موقع IMDb (الإنجليزية)
- ميخائيل ريفيس على موقع الموسوعة البريطانية (الإنجليزية)
- ميخائيل ريفيس على موقع ألو سيني (الفرنسية)
- ميخائيل ريفيس على موقع أول موفي (الإنجليزية)
- ميخائيل ريفيس على موقع قاعدة بيانات الأفلام السويدية (السويدية)
- ميخائيل ريفيس على موقع قاعدة بيانات الفيلم (الإنجليزية)
- ميخائيل ريفيس على موقع كينوبويسك (الروسية)